# Système figuré des connaissances humaines

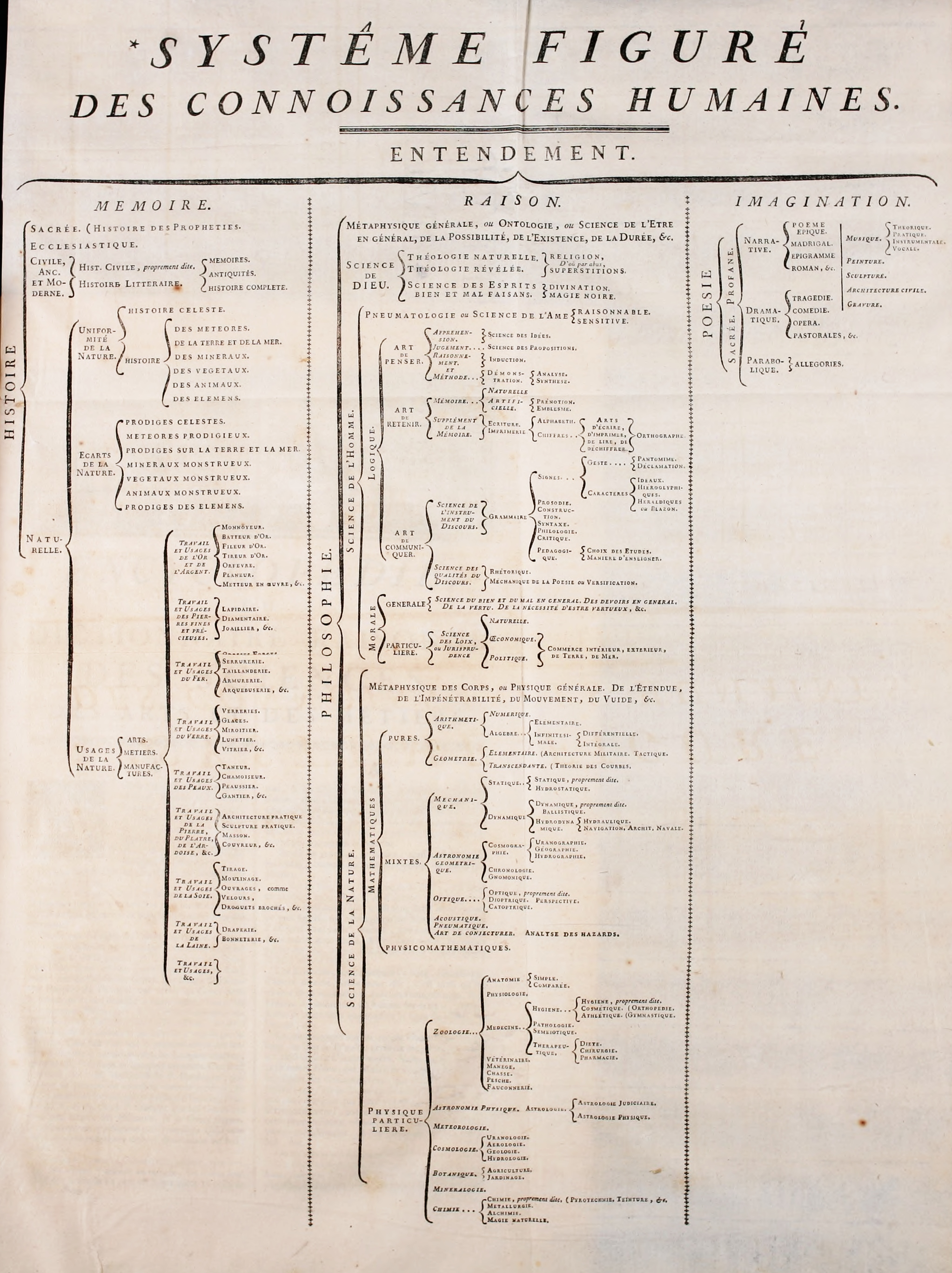
L'arbre du système figuratif de la connaissance humaine original.

Le système figuratif des connaissances humaines, parfois appelé arbre de Diderot et d'Alembert, est un arbre développé pour représenter la structure des connaissances, produit pour l'Encyclopédie par Jean le Rond d'Alembert et Denis Diderot .
L'arbre est une taxonomie des connaissances humaines, inspirée Du progrès et de la promotion des savoirs (en) de Francis Bacon. Les trois branches principales des connaissances dans l'arbre sont: "Mémoire" / Histoire, "Raison" / Philosophie et "Imagination" / Poésie.
Le fait que la théologie soit classée sous «Philosophie» est remarquable. L'historien Robert Darnton a soutenu que cette catégorisation de la religion comme étant soumise à la raison humaine, et non une source de connaissance en soi (révélation), était un facteur important dans la controverse entourant l'œuvre. On note également que la « Connaissance de Dieu » n'est qu'à quelques nœuds de la « Divination » et de la « magie noire ».

## L'Arbre de Diderot et d'Alembert
Système détaillé de connaissances humaines de l'Encyclopédie.
- Entendement.
  - Mémoire.
    - Histoire.
      - Sacrée (histoire des Prophètes).
      - Ecclésiastique.
      - Civile, Anc. et Moderne.
        - Histoire civile, proprement dite.
        - Histoire littéraire.
          - Mémoires.
          - Antiquités.
          - Histoire complète.

      - Naturelle.
        - Uniformité de la nature.
          - Histoire céleste.
          - Histoire...

          - des météores.
          - de la Terre et de la Mer.
          - des minéraux.
          - des végétaux.
          - des animaux.
          - des éléments.

        - Écarts de la nature.
          - Prodiges célestes.
          - Météores prodigieux.
          - Prodiges de la Terre et de la Mer.
          - Minéraux monstrueux.
          - Végétaux monstrueux.
          - Animaux monstrueux.
          - Prodiges des éléments.

        - Usages de la Nature.
          - Arts, métiers, manufactures.
            - Travail et usages de l'or et de l'argent.
              - Monnayeur.
              - Batteur d'or.
              - Fileur d'or.
              - Tireur d'or.
              - Orfèvre.
              - Planeur.
              - Metteur en œuvre, etc

            - Travail et usages des pierres fines et précieuses.
              - Lapidaire.
              - Diamantaire.
              - Joaillier, etc.

            - Travail et usages du fer.
              - Grosses forges.
              - Serrurerie.
              - Taillandrie.
              - Armurerie.
              - Arquebuserie, etc.

            - Travail et usages du verre.
              - Verrerie.
              - Glaces.
              - Miroitier.
              - Lunetier.
              - Vitrier, etc.

            - Travail et usages des peaux.
              - Tanneur.
              - Chamoiseur.
              - Peaussier.
              - Gantier, etc.

            - Travail et usages de la pierre, du plâtre, de l'ardoise, etc.
              - Architecture pratique.
              - Sculpture pratique.
              - Maçon.
              - Couvreur, etc.

            - Travail et usages de la soie.
              - Tirage.
              - Moulinage.
              - Ouvrage, comme
                - Velours,
                - Droguets brochés, etc.

            - Travail et usage de la laine.
              - Draperie.
              - Bonneterie, etc.

            - Travail et usage, etc.

  - Raison
    - Philosophie
      - Métaphysique générale, ou Ontologie, ou Science de l'Être en général, de la possibilité, de l'existence, de la durée, etc.
      - Science de Dieu.
        - Théologie naturelle.
        - Théologie révélée.
          - Religion, d'où par abus superstition.

        - Science des esprits bien et malfaisants.
          - Divination.
          - Magie noire.

      - Science de l'homme.
        - Pneumatologie ou science de l'âme.
          - Raisonnable.
          - Sensitive.

        - Logique.
          - Art de penser.
            - Appréhension.
              - Science des idées.

            - Jugement.
              - Science des propositions.

            - Raisonnement.
              - Induction.

            - Méthode.
              - Démonstration.
                - Analyse.
                - Synthèse.

          - Art de retenir.
            - Mémoire.
              - Naturelle.
              - Artificielle.
                - Prénotion.
                - Emblème.

            - Supplément de la mémoire
              - Écriture.
              - Imprimerie.
                - Alphabet.
                - Chiffres.
                  - Arts d'écrire, d'imprimer, de lire, de déchiffrer.
                    - Orthographe.

          - Art de communiquer.
            - Science de l'instrument du discours.
              - Grammaire.
                - Signes.
                  - Geste.
                    - Pantomime.
                    - Déclamation.

                  - Caractères.
                    - Idéaux.
                    - hiéroglyphiques.
                    - Héraldiques ou blason.

                - Prosodie.
                - Construction.
                - Syntaxe.
                - Philologie.
                - Critique.
                - Pédagogique.
                  - Choix des études.
                  - Manière d'enseigner.

            - Sciences des qualités du discours.
              - Rhétorique.
              - Mécanique de la poésie ou versification

        - Morale.
          - Générale.
            - Science du bien et du mal en général, des devoirs en général, de la vertu, de la nécessité d'être vertueux.

          - Particulière.
            - Science des lois ou jurisprudence.
              - Naturelle.
              - Économique.
              - Politique.
                - commerce intérieur, extérieur, de terre, de mer.

      - Science de la nature.
        - Métaphysique des corps, ou physique générale, de l’étendue, de l'impénétrabilité, du mouvement, du vide, etc
        - Mathématiques.
          - Pures.
            - Arithmétique.
              - Numérique.
              - Algèbre.
                - Élémentaire.
                - Infinitésimale.
                  - Différentielle.
                  - Intégrale.

            - Géométrie.
              - Élémentaire (architecture militaire. tactique).
              - Transcendante (théorie des courbes).

          - Mixtes.
            - Mécanique.
              - Statique.
                - Statique, proprement dite.
                - Hydrostatique.

              - Dynamique.
                - Dynamique, proprement dite.
                - Balistique.
                - Hydrodynamique.
                  - Hydraulique.
                  - Navigation, architecture navale.

            - Astronomie géométrique.
              - Cosmographie.
                - Uranographie.
                - Géographie.
                - Hydrographie.

              - Chronologie.
              - Gnomonique.

            - Optique.
              - Optique, proprement dite.
              - Dioptrique, Perspective.
              - Catoptrique.

            - Acoustique.
            - Pneumatique.
            - Art de conjecturer. Analyse des hasards.

          - Physicomathématiques.

        - Physique particulière.
          - Zoologie.
            - Anatomie.
              - Simple.
              - Comparée.

            - Physiologie.
            - Médecine.
              - Hygiène.
                - Hygiène, proprement dite.
                - Cosmétique. (Orthopédie).
                - Athlétique. (Gymnastique).

              - Pathologie.
              - Sémiotique.
              - Thérapeutique.
                - Diète.
                - Chirurgie.
                - Pharmacie

            - Vétérinaire.
            - Manège.
            - Chasse.
            - Pêche.
            - Fauconnerie.

          - Astronomie physique.
            - Astrologie.
              - Astrologie judiciaire.
              - Astrologie physique.

          - Météorologie.
          - Cosmologie.
            - Uranologie.
            - Aéroélogie.
            - Géologie.
            - Hydrologie.

          - Botanique.
            - Agriculture.
            - Jardinage.

          - Minéralogie.
          - Chimie.
            - Chimie, proprement dite, (pyrotechnie, teinture, etc.).
            - Métallurgie.
            - Alchimie.
            - Magie naturelle.

  - Imagination.
    - Poésie.
      - Profane. Sacrée.
        - Narrative.
          - Poème épique.
          - Madrigal.
          - Épigramme
          - Roman, etc.
          - Musique.
            - Théorique.
            - Pratique.
            - Instrumentale.
            - Vocale.

          - Peinture.
          - Sculpture.
          - Architecture civile.
          - Gravure.

        - Dramatique.
          - Tragédie.
          - Comédie.
          - Opéra.
          - Pastorales, etc.

        - Parabolique.
          - Allégories

## Voir également
- Tableau synoptique
- Novum organum
- Propædia
- Pierre Mouchon